# Inocybe grammata
Inocybe grammata är en svampart som beskrevs av Quél. & Le Bret. 1880. Enligt Catalogue of Life ingår Inocybe grammata i släktet Inocybe,  och familjen Inocybaceae, men enligt Dyntaxa är tillhörigheten istället släktet Inocybe,  och familjen Crepidotaceae. Arten är reproducerande i Sverige. Inga underarter finns listade i Catalogue of Life.